# Вощинский, Михаил Петрович
Михаил Петрович Вощинский (1917—1970) — советский военачальник, генерал-лейтенант танковых войск. Командующий 7-й танковой армии, участник Советско-польской, Советско-финляндской и Великой Отечественной войн.

## Биография
Родился 5 сентября 1917 года в Петрограде.
С 1937 года призван в ряды РККА и направлен на обучение в Саратовском Краснознамённом бронетанковом училище. С 1939 по 1940 год служил в войсках Белорусского военного округа в составе 21-й тяжелотанковой бригады в должности командира танка Т-28 и  командира взвода бронемашин 250-го отдельного автоброневого батальона. С 1939 года в составе бригады был участником Советско-польской и Советско-финляндской войн. 
С 1940 по 1941 год — адъютант при штабе 4-й танковой дивизии и комендант города Барановичи. С июня по сентябрь 1941 года — адъютант штаба командующего Юго-Западного фронта, участник Великой Отечественной войны с первых дней войны. С сентября по ноябрь 1941 года — адъютант командира 112-й стрелковой дивизии. С ноября 1941 по январь 1942 года в войсках Западного фронта в составе 43-й армии в должности помощника начальника штаба 17-го танкового полка по разведке. С января по апрель 1942 года — старший адъютант 4-го танкового батальона 27-го танкового полка, был участником Смоленской стратегической оборонительной операции и Московской битвы. С апреля по июнь 1942 года — офицер по связи и старший помощник начальника оперативного отделения штаба 4-го танкового корпуса в составе Брянского фронта, с июня по сентябрь 1942 года служил в составе 102-й танковой бригады этого корпуса в должности командира 208-го танкового батальона. 
С июня 1943 по январь 1944 года — старший помощник начальника оперативного отдела штаба 5-го гвардейского танкового корпуса, начальник штаба 22-й гвардейской танковой бригады и начальник оперативного отдела штаба 5-го гвардейского танкового корпуса. С января по июль 1944 года обучался в КУКС при Военной академии бронетанковых войск РККА имени И. В. Сталина. С 1944 по 1947 год  служил в штабе командующего Бронетанковых и механизированных войск Красной армии. С 1947 по 1949 год обучался в Военной академии имени М. В. Фрунзе. С 1949 по 1950 год — старший помощник начальника отделения Оперативного управления штаба Воздушно-десантных войск. С 1950 по 1952 год — заместитель начальника штаба 7-й гвардейской механизированной дивизии в составе 39-й армии.
С 1952 по 1954 год обучался в Высшей военной академии имени К. Е. Ворошилова. С 1954 по 1955 год — заместитель командующего 1-й гвардейской механизированной армии. С 1955 по 1960 год — командир 7-й гвардейской танковой дивизии. С 1960 года — начальник отдела боевой подготовки — заместитель командующего 18-й гвардейской общевойсковой армии по боевой подготовке. С 1960 по 1963 год — первый заместитель командующего 5-й гвардейской танковой армии в составе Белорусского военного округа. С 1963 по 1966 год — старший Группы советских военных специалистов в Иракской республике. С 1966 по 1967 год — заместитель командующего войсками Московского военного округа. С 1967 по 1968 год — командующий 7-й танковой армией. С 1968 по 1970 год — начальник основного факультета Военной ордена Ленина Краснознамённой ордена Суворова академии Генерального штаба Вооружённых Сил СССР имени К. Е. Ворошилова. 
Скончался 5 августа 1970 года в Москве, похоронен на Востряковском кладбище.

## Награды
- три ордена Красного Знамени (1943, 1944, 1968)
- Орден Отечественной войны I степени (1944)
- два ордена Красной Звезды (1942, 1954)
- Медаль «За боевые заслуги» (1947)
- Медаль «За оборону Москвы» (1944)
- Медаль «За оборону Сталинграда» (1942)
- Медаль «За победу над Германией в Великой Отечественной войне 1941—1945 гг.» (09.05.1945)
- Медаль «30 лет Советской Армии и Флота» (1948)
- Медаль «40 лет Вооружённых Сил СССР» (1958)[8][9][1]

## Высшие воинские звания
- Генерал-майор танковых войск (27.08.1957)
- Генерал-лейтенант танковых войск (7.05.1966)[10]